# أسير سانتانا
أسيّر سانتانا (بالإسبانية: Asier Santana)‏ هو مدرب كرة قدم إسباني، ولد في 3 فبراير 1979 في إدياثابال في إسبانيا.